# 12 Dywizja (KRLD)
12 Dywizja – jeden ze związków taktycznych (dywizja) wojsk KRLD podczas wojny koreańskiej.
Sformowana w Wŏnsan 2 lipca 1950 (zatem już po wybuchu wojny koreańskiej), z powracających do kraju etnicznych Koreańczyków z Mandżurii.
Dywizja została natychmiastowo skierowana na południe, w rejon walk, gdzie brała udział w uderzeniach na Sangju i tzw. worek pusański. 16 września przystąpiła do generalnego odwrotu jednostek KRLD (w związku z desantem w Inczon), odpierając południowokoreańską Dywizję Stołeczną (ang. ROKA Capital Division) i 7. Dywizję. Do 22 września broniła się w miejscowościach An'gang-ni i Kigye, następnie wycofała się na północ. W późniejszej fazie wojny broniła pozycji pod Hwach'ŏn.